# Jörg Semmler
Jörg Semmler (* 1973) ist ein deutscher Verwaltungsjurist und seit 2025 Staatssekretär im Bundeskanzleramt.

## Leben
Semmler studierte Rechtswissenschaft und promovierte 2001 über „Das Amt des Speaker of the House of Representatives im amerikanischen Regierungssystem“ an der Georg-August-Universität Göttingen zum Doktor der Rechte.
Semmler beschäftigte sich im Bundesministerium des Innern mit Themen der Entbürokratisierung und Verwaltungsreform. Er wurde 2012 Chef des Leitungsstabes im Bundesministerium für Umwelt, Naturschutz und Reaktorsicherheit und wechselte 2013 als Büroleiter des Chefs des Bundeskanzleramtes, Peter Altmaier (CDU), in das Bundeskanzleramt. Von 2018 bis 2019 war er der Leiter der Abteilung für Leitung und Planung im Bundesministerium für Wirtschaft und Energie. Am 25. März 2019 wurde er als Nachfolger von Michael Güntner der Fraktionsdirektor der CDU/CSU-Fraktion im Deutschen Bundestag.
Semmler wurde im Zuge der Bildung des Kabinetts Merz am 6. Mai 2025 zum Staatssekretär im Bundeskanzleramt ernannt.